# Иодид золота(III)
Иоди́д золота(III) (трииоди́д золота, химическая формула — AuI3) — неорганическое бинарное соединение золота(III) и иода; к настоящему времени не было выделено в индивидуальном состоянии.
Все попытки получить иодид золота(III) не увенчались успехом, так как это соединение является нестабильным (распадается на иодид золота(I) и иод):
{\displaystyle {\ce {AuI3 -> AuI + I2}}}.